# Mythologie slave
 (décembre 2020).
La mythologie slave est l'ensemble de croyances cosmologiques et religieuses des peuples slaves avant leur évangélisation. Ses éléments datent du Néolithique, voire du Mésolithique. Elle partage avec les cultures celte, germanique, grecque et persane — elles aussi issues de la religion proto-indo-européenne — les mêmes schémas. L'arrivée et l'expansion du christianisme font disparaitre certains éléments de cet ensemble et en transforment d'autres — certains saints chrétiens sont d'anciens dieux slaves — mais quelques croyances slaves persistent, parfois jusqu'au XXe siècle, dans des régions isolées.

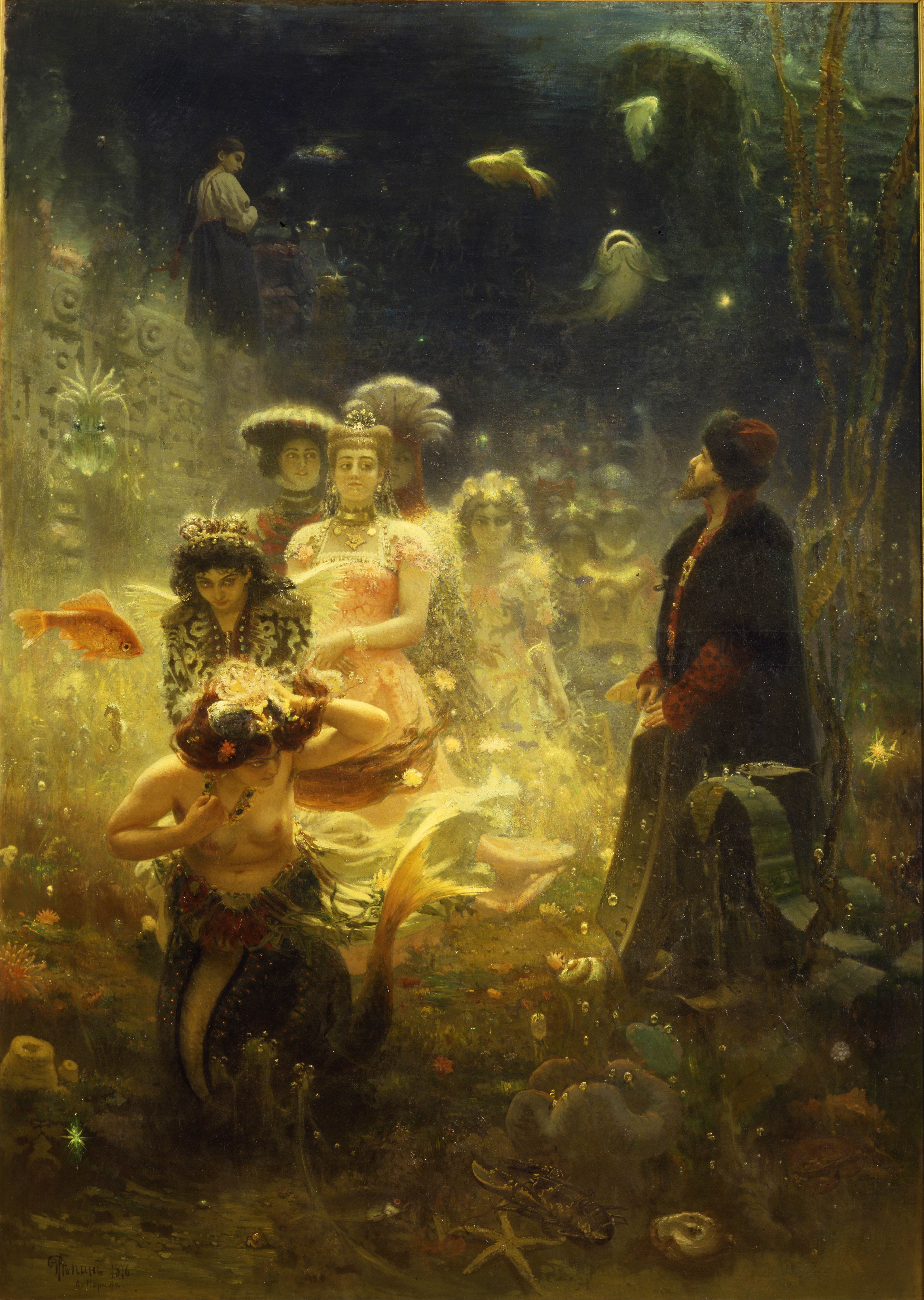
Ilia Répine
Sadko dans le règne subaquatique,
1867

## Sources
La mythologie slave nous est connue par la transmission orale,
les écrits des missionnaires chrétiens sur les rites qu'ils trouvent à leur arrivée et combattent, et
sur les statues et sites mis au jour par 
des fouilles archéologiques.
Des traces de croyances et rituels subsistent aujourd'hui dans le folklore des Slaves, et quelques chercheurs, depuis le milieu du XXe siècle travaillent — comme Greimas pour sa Lituanie natale — à les identifier avec objectivité, sans protochronisme, et à documenter des notions, conceptions et pratiques communs.   

### Sources écrites
Procope de Césarée, dès le VIe siècle, décrit, dans son Bellum Gothicum, les croyances de tribus des Slaves du sud qui, franchissant le Danube, avaient pénétré l'Empire. Il les dit croire en un dieu unique et nombre de démons et nymphes — aujourd'hui identifiés comme Péroun et les vilas , roussalki, et génies des eaux.
Au début du Xe siècle, le traité de paix entre l'empereur byzantin et les chefs des Slaves orientaux mentionne les dieux de ces derniers, Péroun et Vélès.
À la fin du XIe siècle, Nestor le Chroniqueur décrit le panthéon du prince Vladimir Ier avant sa conversion : il mentionne plusieurs dieux :
- Péroun, dieu de la foudre et de la guerre,
- Dajbog dieu du temps et des intempéries,
- Stribog, dieu du vent,
- Khors, dieu du soleil,
- Simargl dieu-griffon du feu, de la nuit, de la lune, des récoltes et des plantes
- et Mokoch, déesse de la fécondité.

Tels étaient donc les dieux des Slaves dans la période dans une culture déjà féodale.
Aux XIe et XIIe siècles, des chroniqueurs germaniques comme Thietmar de Mersebourg, Adam de Brême et Helmold von Bosau, considèrent les Wendes, Slaves occidentaux, comme impies. Helmold mentionne
le « démon » Tchernobog,
Jiva, déesse de la fertilité,
Porenut (en), dieu à quatre têtes.
Il dit que Svantovit, adoré par les Abodrites au Cap Arkona, est "le plus important de tous pour ces peuples".
Au XIIe siècle, la Chronique des temps passés est compilée, à partir de documents plus anciens, par des Slaves eux-mêmes.

### Sources archéologiques
Plusieurs découvertes confirment l'existence de déités polymorphes, ayant plus d'une fonction, comme Triglav, le dieu à trois têtes.

- l'idole du Zbroutch, découverte en Ukraine en 1848, a quatre têtes comme Svantovit, à qui est dédié un temple au Cap Arkona ;
- dans les ruines de Preslav, capitale des tsars bulgares, une petite statue du Xe siècle à quatre têtes, en os ;
- sur l'ile du lac de Tollense, une statue en bois bicéphale ;
- en Dalmatie, une statue tricéphale

.

### Traces dans le folklore slave
Le syncrétisme chrétien fera d'un sanctuaire slave une église ou chapelle vouée à un saint chrétien dont il est proche, par le nom ou les attributs.
Un sanctuaire voué à Péroun, dieu du tonnerre, devient une église ou une chapelle dédiée à 
l'archange Michel, armé d'un éclair, ou au prophète Élie, qui commande au feu.
Sur l'oppidum dominant Prague, le sanctuaire de Jiva, déesse de la fertilité, devient la cathédrale Saint-Guy de Prague: le nom latin du saint (Vitus), est proche du nom commun vita (« la vie ») comme celui de la déesse l'est du mot život (« la vie »).

### Sources fantaisistes
À la fin du XIXe siècle, quand le nationalisme empreint le contexte politique régional,  protochronisme et panslavisme cherchent à damer le pion au pangermanisme. Les Veda Slovena, prétendues « compilations » de mythes et légendes bulgares publiées à Belgrade en 1874 et à Saint-Pétersbourg en 1881, s'avèrent ensuite être dues à l'imagination de leur auteur Ivan Gologanov ; de même, le Livre de Vélès, qui comporte de nombreuses incohérences linguistiques.
Des dieux slaves sont alors « reconstitués » à partir du folklore slave :
Colindă est relié à la tradition de chanter à Noël de maison en maison,
Korotchoun à la fête de Noël elle-même, et
Koupalo à la fête à Jean le Baptiste
.
Il en est peut-être de même de la déesse Lada.

## Cosmologie
Un concept cosmologique commun aux mythologies indo-européennes est l’Arbre du Monde, le plus souvent identifié comme un chêne ou un conifère. Il a, dans les folklores slaves, survécu pendant plusieurs siècles à  la christianisation. Les trois niveaux de l'univers sont représentés par cet arbre. La cime représente le séjour céleste des divinités ; le tronc est le sol, séjour des mortels ; les racines représentent le monde souterrain, séjour des morts, qui pour les Slaves est un lieu agréable, de plaines herbeuses et verdoyantes dans un été éternel.
Le monde des vivants est un plateau entouré d'eaux.
Les oiseaux se rendent, chaque hiver, au delà de la Terre et des eaux qui l'entoure, et en reviennent au printemps, 
évoquant la mort et le retour à la vie.
De plus, le plateau horizontal qui constitue le monde est divisé selon les quatre directions du vent : nord, est, sud, et ouest. Ces deux divisions du monde, en trois royaumes sur l'axe vertical et en quatre points cardinaux sur le plateau horizontal, se reflètent dans l'iconographie des statues: Triglav a trois têtes, et Svantovit a quatre têtes.

## Panthéon slave
Les nombreuses divinités des Slaves ne sont pas figées chronologiquement ni géographiquement, sur les quelque six siècles et la large zone, des côtes de la Baltique à la mer Noire. On relève des variations de tribu à tribu. De même que les multiples dialectes relèvent d'une origine proto-slave commune, les mythes montrent un panthéon global commun et le culte commun à la nature.

### Dieu suprême
Les recherches modernes ne permettent pas de désigner un possible dieu suprême des Slaves, parmi Péroun, Rod, Svarog, Svantovit ou Triglav. Les nationalistes, les bellicistes et les protochronistes affirment que c'est Péroun, parce qu'il serait le premier dieu mentionné dans les textes écrits :
- Procope de Césarée, dans une courte note, mentionne que le dieu du tonnerre et de la foudre est le seul dieu des Slaves et le chef de tous ;
- La Chronique de Nestor l'identifie comme le chef des dieux en Rus' de Kiev avant la christianisation ;
- Un court passage dans Chronica Slavorum de Helmold von Bosau fait état que les Slaves de l'ouest croient en un seul dieu dans le ciel, qui règne sur toutes les autres divinités sur la Terre. Le nom de ce dieu n'est pas mentionné mais néanmoins il est hautement probable qu'il fasse référence à Péroun ;
- Les nombreux noms de lieux dans les États slaves d'aujourd'hui illustrent l'importance de Péroun à l'époque proto-slave.

La promotion de Pérun au rang de dieu suprême du "tonnerre" alors qu'il est d'abord simple entité auxiliaire, illustre le contexte des expansions slaves, où le chef d'expédition devient surveillant et gardien du droit.
Péroun cependant n'est pas seul. Comme le montre Roman Jakobson, toute mention de Péroun dans un texte historique est toujours accompagné de celle d'un autre dieu, Vélès. Cette relation est aussi observable en toponymie. Lorsqu'une montagne ou un élément de relief est nommé d'après Péroun, un autre lieu, en contrebas, en général une vallée est nommé d'après le dieu Vélès. Lors de la christianisation, Péroun est quelquefois assimilé au Dieu chrétien, Rod au Christ et Vélès au Diable.

### Divinités
Avant leur conversion au christianisme, les Russes adoraient Svarog, le dieu du ciel, père de Dajbog, dieu du soleil, et d'Ogon, dieu du feu ; Péroun était pour eux le dieu qui s'exprime à travers le bruit du tonnerre ; Volos ou Vélès protégeait leurs troupeaux et leurs moissons ; Stribog passait chez eux pour être l'aïeul des vents ; Yarilo et Lada présidaient à l'amour et à la génération. Biélobog (le dieu blanc), envoyé par Svarog, créa les hommes, installa son trône au pôle Nord, et revint chaque fin d'année leur rendre visite.
Le dieu principal des Slaves de la Baltique était Sviatovit ou Svantovit, en l'honneur duquel on célébrait chaque année une grande fête à la fin de la moisson ; on croyait que la fécondité ou la disette dépendaient de lui ; on lui offrait une partie du butin conquis sur les ennemis. Les autres dieux de ce groupe étaient : Triglav, représenté avec trois têtes, ce qui signifiait peut-être qu'il régnait à la fois sur le ciel, sur la Terre et sur les enfers ; Radigost, Rugevit et Ranovit, Iarovit, toutes divinités de la guerre, Zywienia, déesse de la nourriture.
Il faut signaler l'étymologie indo-européenne commune du grec Héraklès et du slave Yaroslav : "illustre par *jer-/or-a la "belle saison de l'année", ce qui signale un mythe de conquête de la lumière solaire immortalisante.

## Créatures fantastiques
La mythologie slave abonde en créatures fantastiques, tel le domovoï, esprit protégeant la maison, tradition encore présente chez les Serbes via la pratique de la Slava.
Créatures fantastiques tchèques :
- Horymír ;
- Šemík.

### Galerie

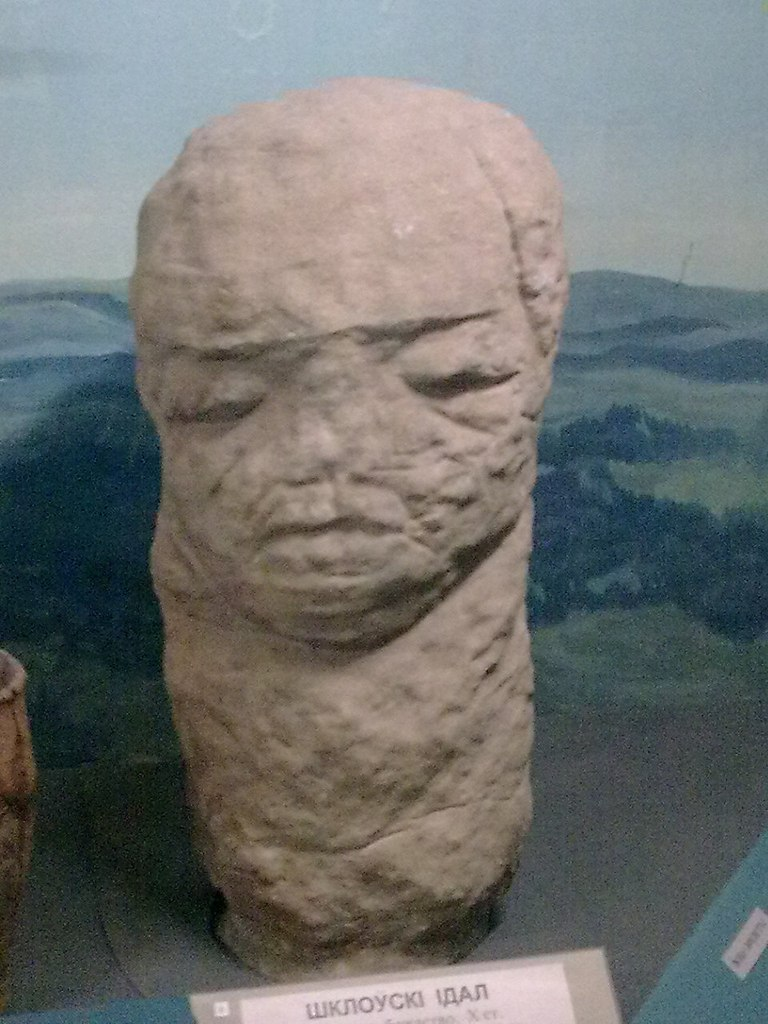
Idole de Chklow (Biélorussie)
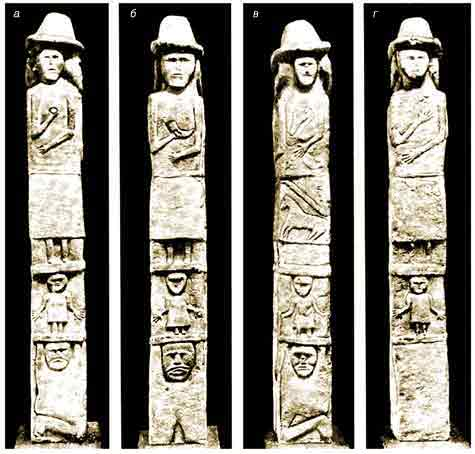
Idole du Zbroutch (800-900, Pologne-Ukraine)
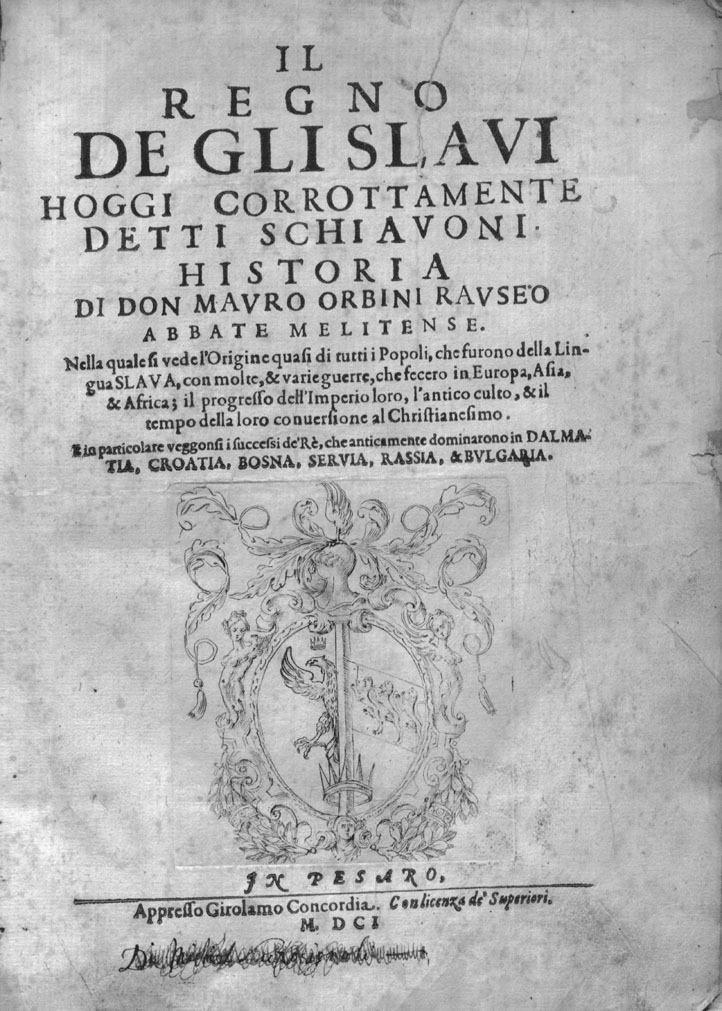
Mauro Orbini, Il Regno de gli Slavi (1601)
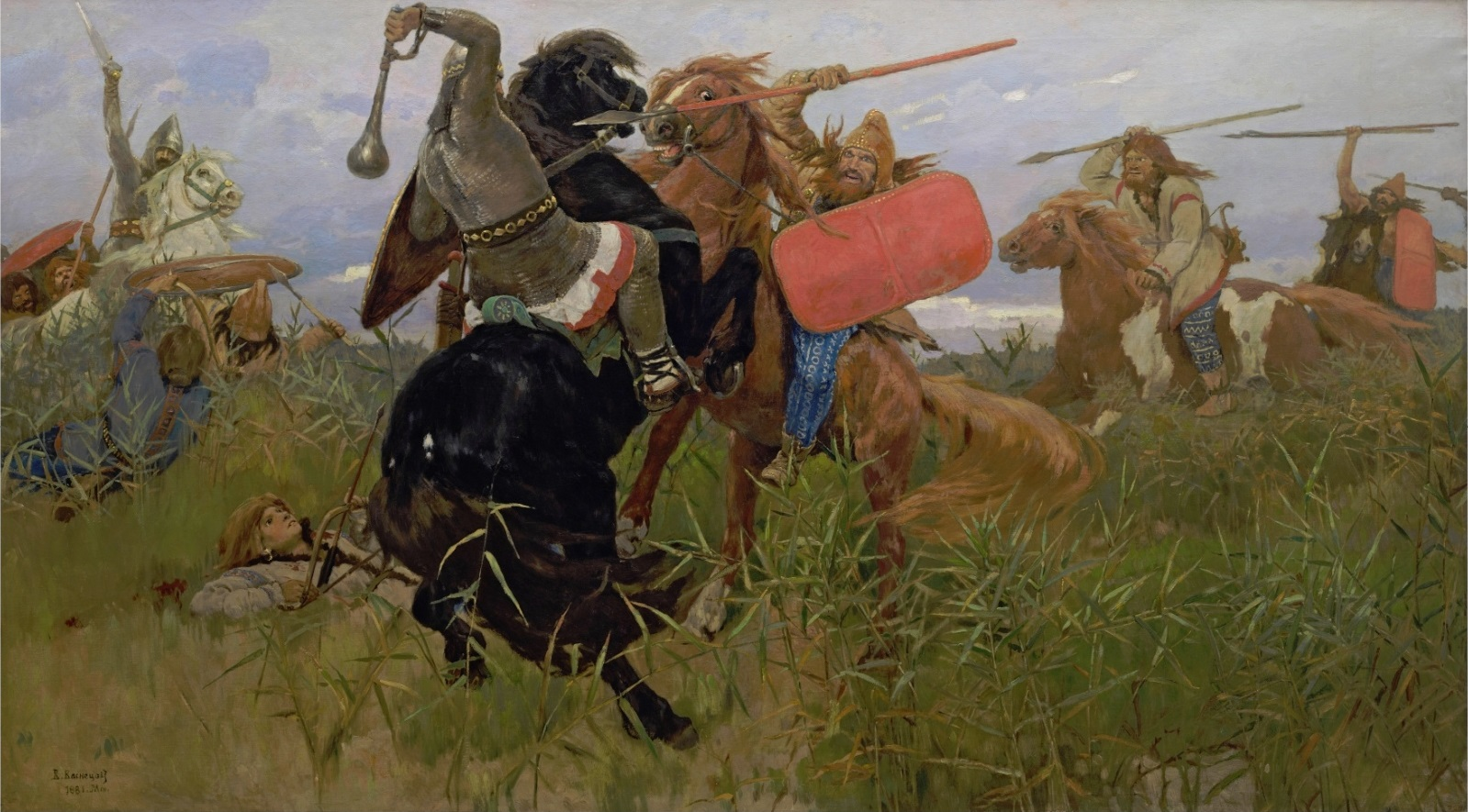
Viktor Vasnetsov, Combat Scythes-Slaves (1881)
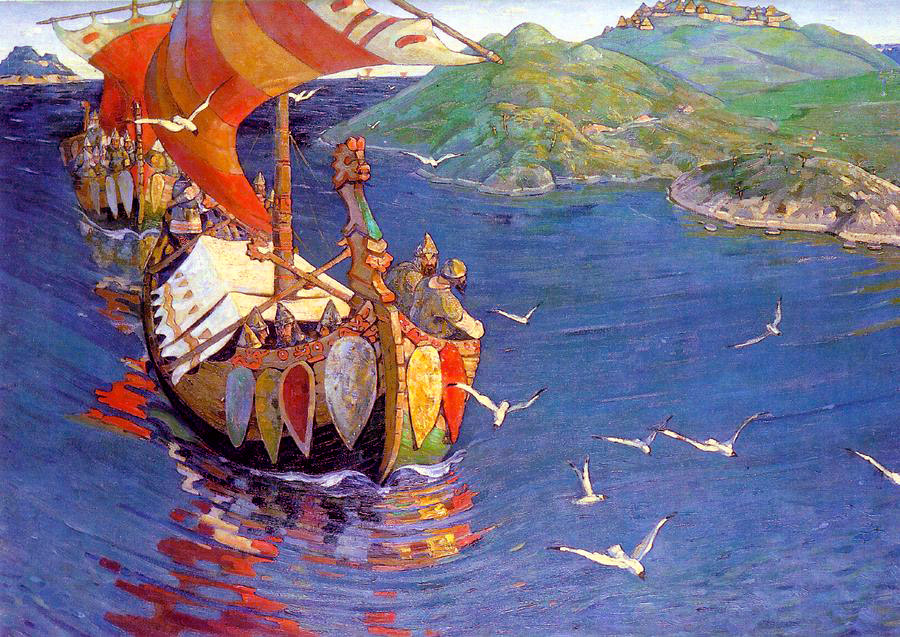
Nicolas Roerich, Les invités étrangers (1901)
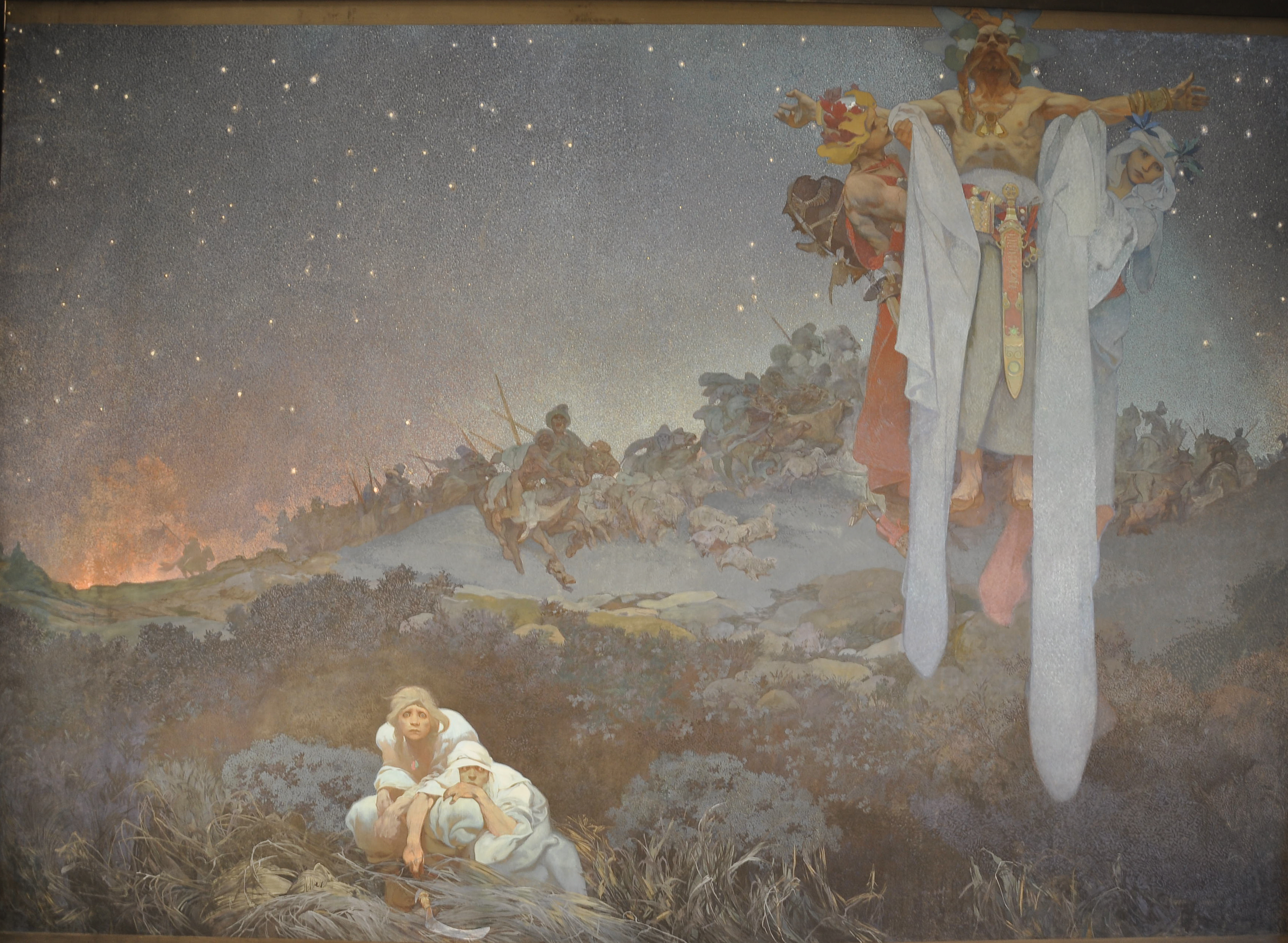
L'Épopée slave (Alfons Mucha, 1910-1928) : Les Slaves dans leur site préhistorique (1912)
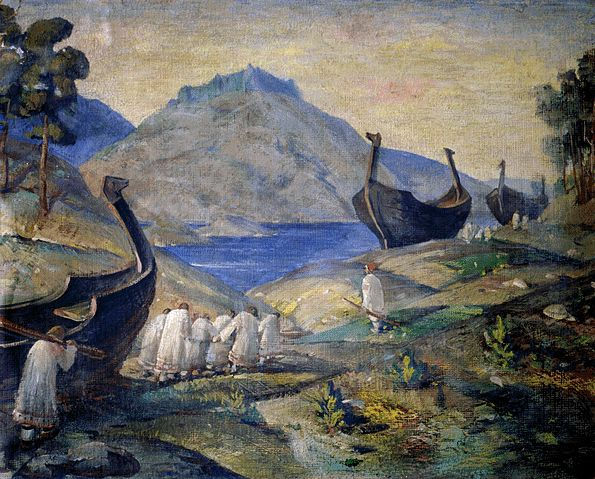
Nicolas Roerich, Volok (1915, portage)
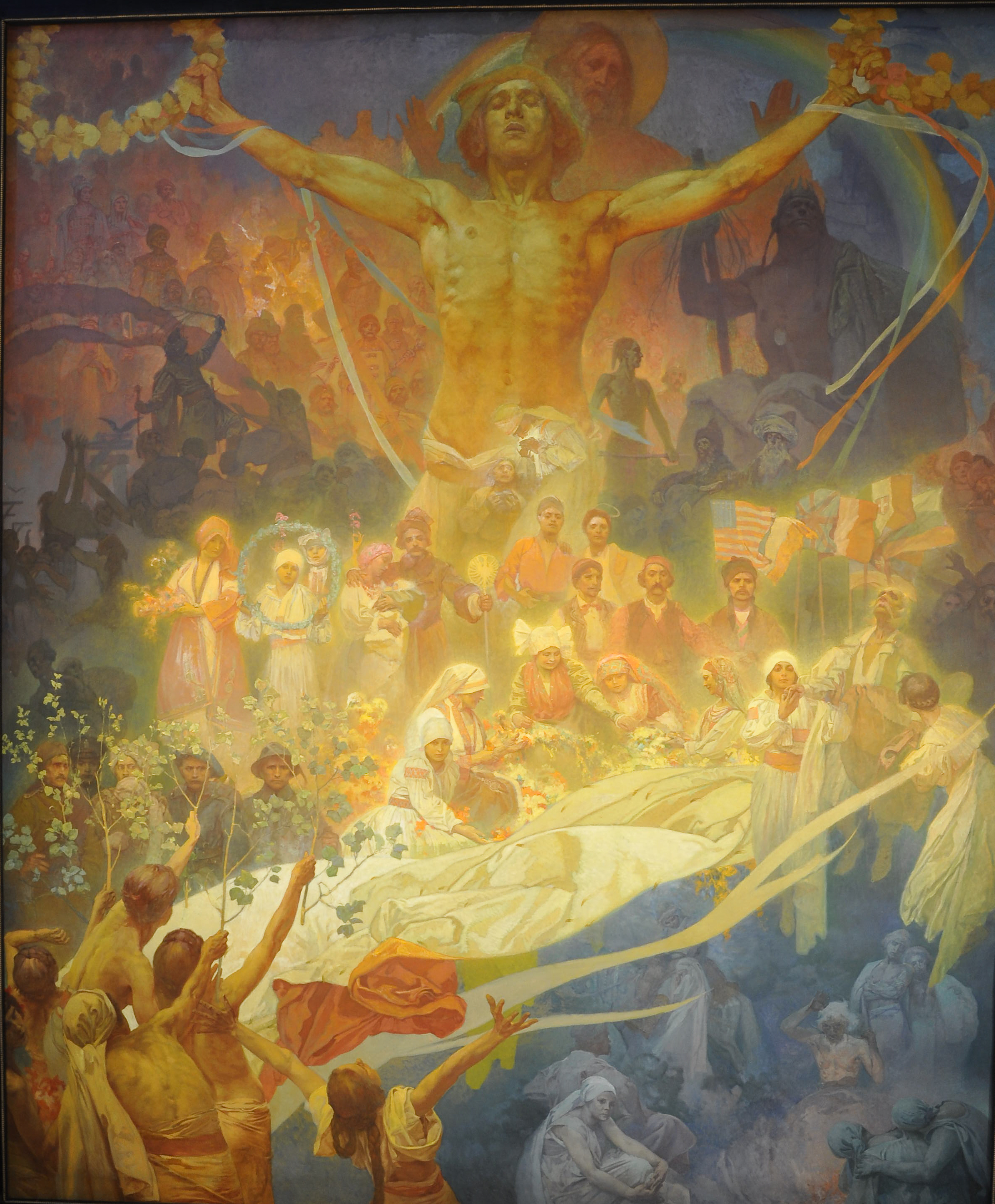
L'apothéose des Slaves (Alfons Mucha, 1926)
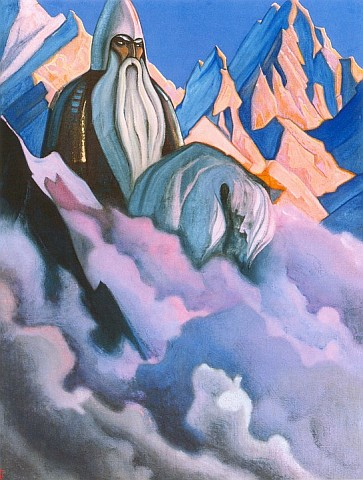
Nicolas Roerich, Sviatogor (1942)
Monument des 1300 ans de la Bulgarie (1981) à Choumen

## Néopaganisme slave
Depuis les dernières décennies, la rodnovérie, ou néopaganisme slave, acquiert une certaine popularité parmi le public russe, avec de nombreux sites internet et organisations dédiés au paganisme en Russie, qui pour certains appellent ouvertement à un « retour aux racines ». La plupart de ces activités ont lieu en Russie et en Biélorussie, mais aussi en Pologne, en Serbie, en Macédoine du Nord et en Ukraine. Beaucoup de païens slaves croient en l'idée que les peuples slaves devraient s'unir pour devenir une seule nation, et que ce panslavisme devrait être fondé sur la religion originelle des Slaves.